# André Antoine (Politiker)

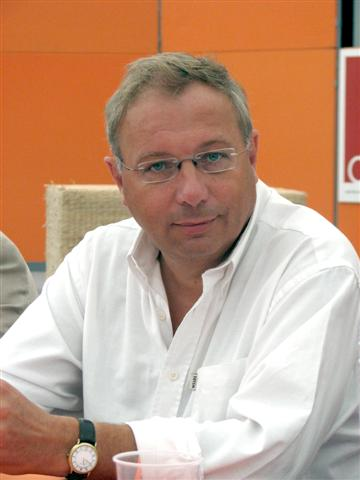
André Antoine (2010)

André Antoine (* 3. Februar 1960 in Löwen, Provinz Brabant) ist ein belgischer Politiker der Christlich-Sozialen Partei PSC (Parti Social Chrétien), seit 2002 des Humanistischen Demokratischen Zentrums cdH (Centre Démocrate Humaniste) beziehungsweise seit 2022 der daraus hervorgegangenen Die Engagierten (Les Engagés), der unter anderem von 1985 bis 1987, 1988 bis 1991 und 2007 Mitglied der Abgeordnetenkammer und zwischen 1995 und 2004 sowie 2009 Mitglied des Wallonischen Parlaments sowie zugleich Mitglied des Parlaments der Französischen Gemeinschaft war. Er fungierte zwischen 2004 und 2014 als Vize-Ministerpräsident und Minister in der Regierung der Wallonischen Region. Er war zwischen dem 30. September und dem 6. Oktober 2005 kommissarischer Ministerpräsident der Wallonischen Region. Des Weiteren war er von 2009 bis 2014 auch Vize-Ministerpräsident und Minister in der Regierung der Französischen Gemeinschaft Belgiens. Er ist seit 2014 erneut Mitglied des Wallonischen Parlaments sowie des Parlaments der Französischen Gemeinschaft und fungierte zwischen 2014 und 2019 als Präsident des Wallonischen Parlaments. Seit 2019 ist er Mitglied des Senats.

## Leben

### Mitglied der Abgeordnetenkammer, des Wallonischen Parlaments und des Parlaments der Französischen Gemeinschaft
André Antoine absolvierte ein Studium der Rechtswissenschaften an der Université catholique de Louvain (UCL), das er mit einem Lizenziat beendete. Ein postgraduales Studium im Fach Europarecht am Institut des hautes études européennes (IHEE) in Straßburg schloss er 1984 mit einem Diplom ab. Er war zwischen 1983 und 1984 Mitarbeiter des damaligen Ministers Philippe Maystadt, der in der Regierung Martens V zwischen 1981 und 1985 Minister für Haushalt, Wissenschaften und Planung war, sowie von 1984 bis 1985 Attaché von Gérard Deprez, der von 1981 bis 1996 Vorsitzender der Christlich-Sozialen Partei PSC (Parti Social Chrétien) war.
Bei der Parlamentswahl am 13. Oktober 1985 wurde er erstmals Mitglied der Abgeordnetenkammer und gehörte dieser bis zum 9. November 1987 an. Am 3. Februar 1988 wurde er erneut Mitglied der Abgeordnetenkammer, der er nunmehr bis zum 18. Oktober 1991 angehörte. Als Mitglied der Abgeordnetenkammer war er zudem zwischen dem 27. November 1985 und dem 8. November 1987 und erneut vom 3. Februar 1988 bis zum 17. Oktober 1991 Mitglied des Rates der Wallonischen Region. Daneben begann er sein Engagement in der Kommunal- und Provinzpolitik und war zwischen 1988 und 1992 Mitglied des Gemeinderates von Ramillies und ist 1994 Mitglied des Gemeinderates von Perwez. Daneben war er zwischen 1991 und 1994 Mitglied des Rates der Provinz Brabant beziehungsweise von 1994 bis 1995 Mitglied des Rates der daraus hervorgegangenen Provinz Wallonisch-Brabant.
Bei der Wallonischen Parlamentswahl 1995 wurde Antoine für die Christlich-Sozialen Partei PSC erstmals zum Mitglied des Wallonischen Parlaments (Parlement wallon) gewählt und gehörte diesem nach seinen Wiederwahlen 1999 und 2004 von 6. Juni 1995 bis zum 18. Juli 2004 an. In dieser Zeit war er zwischen dem 12. Juli 1999 und dem 12. Juni 2004 Vorsitzender der Fraktion der PSC beziehungsweise des 2002 daraus entstandenen Humanistischen Demokratischen Zentrums cdH (Centre Démocrate Humaniste) sowie vom 29. Juni bis zum 6. Juli 2004 kurzzeitig Sekretär des Parlaments. Er wurde am 13. Juni 1995 zudem Mitglied des Parlaments der Französischen Gemeinschaft (Parlement de la Communauté française de Belgique) und gehörte diesem bis zum 12. Juni 2004 an. Im Parlament der Französischen Gemeinschaft war er zwischen dem 13. Juni 1995 und dem 12. Juni 1999 Vorsitzender der PSC-Fraktion sowie vom 17. Oktober 1995 bis zum 22. September 1999 Vize-Vorsitzender des Ausschusses für Hochschulbildung und wissenschaftliche Forschung (Commission de l’enseignement supérieur et de la recherche scientifique), ehe er zuletzt zwischen dem 23. September 1999 und dem 20. Juli 2004 Vize-Vorsitzender des Ausschusses für Finanzen, Haushalt, allgemeine Angelegenheiten, Sitzungsorganisation, Regeln und Rechnungswesen (Commission des finances, du budget, des affaires générales, de l’organisation de l’assemblée, du règlement et de la comptabilité) war. 2001 wurde er Bürgermeister von Perwez und bekleidete dieses Amt formell bis 2018, wobei er zwischen 2004 und 2018 aufgrund seiner höherrangigen Funktionen als Minister und Präsident des Wallonischen Parlaments beurlaubt war.

### Vize-Ministerpräsident und Minister in der Wallonischen Region sowie der Französischen Gemeinschaft

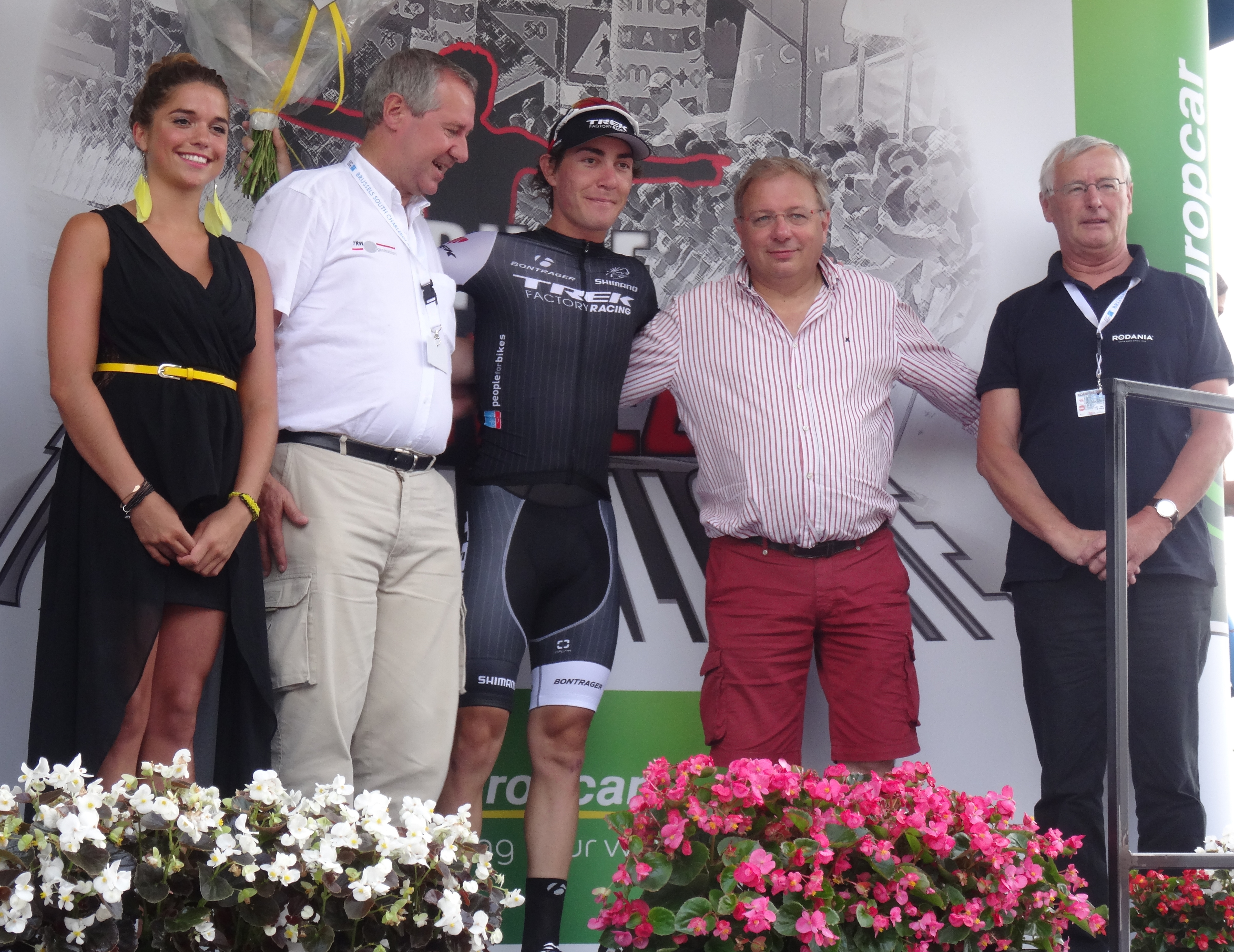
René Antoine (2.v.r.) bei der Tour de Wallonie (2014)

Am 19. Juli 2004 wurde André Antoine als Vize-Ministerpräsident (Vice-président) und Minister für Wohnungsbau, Verkehr und Raumentwicklung (Ministre du Logement, des Transports et du Développement territorial) in die Regierung der Wallonischen Region von Ministerpräsident Jean-Claude Van Cauwenberghe berufen und bekleidete diese Ämter bis zum 27. Juli 2007. Nachdem Van Cauwenberghe am 30. September 2005 im Zuge der sogenannten „Carolorégienne-Affäre“ auf Druck der öffentlichen Meinung von seinem Amt als Ministerpräsident zurücktreten musste, fungierte er bis zum Amtsantritt von Elio Di Rupo am 6. Oktober 2005 als kommissarischer Ministerpräsident. Bei der Parlamentswahl am 10. Juni 2007 wurde er für das cdH noch einmal zum Mitglied der Belgischen Abgeordnetenkammer gewählt, legte sein Mandat jedoch nieder, nachdem er am 29. Juni 2007 erneut als Vize-Ministerpräsident und Minister für Wohnungsbau, Verkehr und Raumentwicklung in die Regierung der Wallonischen Region unter Ministerpräsident Elio Di Rupo berufen wurde und diese Posten bis zum 16. Juli 2009 innehatte.
Bei der Wallonischen Parlamentswahl 2009 wurde Antoine am 23. Juni 2009 wiederum Mitglied des Wallonischen Parlaments und des Parlaments der Französischen Gemeinschaft. Er verzichtete jedoch auf die Annahme des Mandates, nach dem er von Ministerpräsident Di Rupo am 16. Juli 2009 als Vize-Ministerpräsident und nunmehr als Minister für Haushalt, Finanzen, Beschäftigung, Ausbildung und Sport (Ministre du Budget, des Finances, de l'Emploi, de la Formation et des Sports) in die Regierung der Wallonischen Region berufen wurde. Er bekleidete diese Ministerämter bis zum 11. Juni 2014. Zugleich war er in der Regierung der Französischen Gemeinschaft Belgiens unter Ministerpräsident Rudy Demotte vom 16. Juli 2009 bis zum 11. Juni 2014 auch Vize-Ministerpräsident und Minister für Hochschulbildung, Bildung, soziale Förderung und Sport (Ministre de l’Enseignement supérieur, de l’Enseignement, de Promotion sociale et du Sport).

### Präsident des Wallonischen Parlaments und Senator
Bei der Wallonischen Parlamentswahl 2014 wurde Antoine für das cdH am 13. Juni 2014 abermals Mitglied des Wallonischen Parlaments. Er war während der bis zum 25. Mai 2019 dauernden Legislaturperiode als Nachfolger von Maxime Prévot zwischen dem 22. Juli 2014 und seiner Ablösung durch Christophe Collignon am 25. Mai 2019 Präsident des Wallonischen Parlaments (Président du Parlement wallon). Daneben fungierte er als Vorsitzender des Europaausschusses (Commission chargée de questions européennes) sowie vom 19. Mai 2015 bis zum 28. Juli 2017 als Vorsitzender des Ausschusses für die Zusammenarbeit mit der Deutschsprachigen Gemeinschaft (Commission de coopération avec la Communauté germanophone) und ferner zwischen dem 23. September 2015 und dem 28. Juli 2017 als Vorsitzender des Ausschusses für Zusammenarbeit (Commission de coopération). Am 17. Juni 2014 wurde er außerdem wieder Mitglied des Parlaments der Französischen Gemeinschaft. In der Legislaturperiode bis zum 25. Mai 2019 war er zwischen dem 26. September 2014 und dem 22. September 2019 Vorsitzender des Ausschusses für Hochschulbildung, Forschung und Medien (Commission de l'enseignement supérieur, de la recherche et des médias). Für seine langjährigen Verdienste wurde er am 27. Mai 2019 zum Großoffizier des Leopoldsordens ernannt.
Bei der Wallonischen Parlamentswahl am 26. Mai 2019 wurde André Antoine für das cdH erneut zum Mitglied des Wallonischen Parlaments gewählt. Er gehört diesem in der derzeitigen Legislaturperiode seit dem 11. Juni 2019 an und ist seit dem 7. November 2019 Mitglied des Europaausschusses. Zugleich ist er seit dem 18. Juni 2019 auch wieder Mitglied des Parlaments der Französischen Gemeinschaft und dort seit dem 2. Oktober 2019 Mitglied des Ausschusses für Haushalt, öffentlichen Dienst, Chancengleichheit, Aufsicht über das Bildungswesen Wallonie-Brüssel und Schulgebäude (Commission du budget, de la fonction publique, de l’égalité des chances, de la tutelle sur Wallonie-Bruxelles Enseignement et des bâtiments scolaires) und zugleich Mitglied des Strafverfolgungsausschusses (Commission des poursuites).
Am 4. Juli 2019 wurde Antoine als Vertreter des Wallonischen Parlaments zugleich Mitglied des Senats, des Oberhauses des Föderalen Parlament. Er ist seit dem 18. Juli 2019 Vorsitzender der cdH-Fraktion, aus der 2022 Die Engagierten (Les Engagés) hervorgingen.